# CANT Z.509
El CANT Z.509 fue un hidroavión monoplano trimotor, desarrollado a partir del CANT Z.506A como un avión correo por la compañía Cantieri Aeronautici e Navali Triestini - CANT propietaria de los Cantieri Riuniti dell´Adriatico (CRDA).

## Diseño y desarrollo
Diseñado como una versión más grande y pesada del Z.506A conservaba la estructura general, pero con un nuevo diseño del fuselaje, aumentado significativamente, combinándolo con el ala ya utilizada en el CANT Z.505. El primer vuelo del prototipo tuvo lugar el 10 de noviembre de 1937. Después de realizarse sus evaluaciones con éxito, se firmó un contrato para la construcción de seis aviones, que más tarde fue reducido a tres. En 1937 se construyeron tres unidades para el Ala Littoria. Los aviones estaban destinados para el transporte de pasajeros y correo en las rutas transatlánticas a Sudamérica. Este hidroavión tenía dos flotadores y estaba propulsado por tres motores Fiat A.80 R.C.41.
Con el inicio de la Segunda Guerra Mundial se detuvo el desarrollo de este modelo. Los aviones fueron requisados por la Regia Aeronautica; los dos primeros fueron utilizados para realizar patrullas de largo alcance y el último fue asignado como transporte personal para el mariscal Italo Balbo.

## Operadores
Italia
- Ala Littoria
- Regia Aeronautica

## Especificaciones (Z.509)

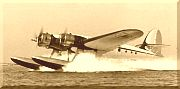
Un CANT Z.509 acuatizando.

Referencia datos: 

### Características generales
- Tripulación: 4 (piloto, copiloto, ingeniero de vuelo y operador de radio)
- Capacidad: 8 pasajeros
- Longitud: 19,15 m
- Envergadura: 28,32 m
- Altura: 7,52 m
- Superficie alar: 99,95 m²
- Peso vacío: 9979 kg
- Peso máximo al despegue: 15966 kg
- Planta motriz: 3× Fiat A.80 RC.41 , radiales de 18 cilindros. cada uno.

### Rendimiento
- Velocidad máxima operativa (Vno): 425 km/h
- Velocidad crucero (Vc): 349 km/h
- Alcance: 3784 km
- Techo de vuelo: 8000 m
- Régimen de ascenso: 4,5 m/s

### Desarrollos relacionados
- CANT Z.506

### Aeronaves similares
- Fiat RS.14
- Heinkel He 115
- Consolidated PBY Catalina